# Дворец дожей
Дворе́ц до́жей (итал. Palazzo Ducale, вен. Pałaso Dogal) в Венеции — выдающийся памятник итальянской готической архитектуры, одна из главных достопримечательностей города. Находится на площади Святого Марка рядом с одноимённым собором. Хотя первое сооружение на этом месте было построено ещё в IX веке, строительство ныне существующего здания осуществлено между 1309 и 1424 годами, предположительно архитектором был Филиппо Календарио. В 1577 году часть дворца была уничтожена пожаром, и восстановлением здания занялся Антонио да Понте, создатель моста Риальто.
Это главное здание Венеции было прежде всего резиденцией дожей республики. Во дворце заседали Большой совет и сенат, работал Верховный суд и вершила свои дела тайная полиция. На первом этаже размещались также конторы юристов, канцелярия, службы цензоров и морское ведомство. Надстроенный сверху балкон служил своего рода праздничной трибуной, с которой дож являл себя народу. Гости города, которые причаливали к самому дворцу со стороны Пьяцетты, оказывались, таким образом, у ног правителя Республики.
Вместе с собором Святого Марка, библиотекой Сан-Марко и другими зданиями Дворец дожей образует главный архитектурный ансамбль города.

## История
Дворец был существенно повреждён во время пожара 20 декабря 1577 года. В ходе последовавшей реставрации было решено оставить здание в прежнем готическом стиле, вместо того, чтобы изменить его на более современный.
Кроме того, чтобы выполнять функции резиденции дожей, во дворце также размещались политические инстанции республики вплоть до оккупации города войсками Наполеона в 1797 году.
В настоящее время здание является музеем.

## Экстерьер
Порта делла Карта (итал. Porta della Carta — Ворота бумаги, вен. Porta de ła Carta) — один из двух главных входов, ворота, ведущие в парадный двор Дворца дожей. Встроены между зданием дворца и базиликой Сан-Марко. Представляют собой выдающийся памятник архитектуры венецианской готики. Над входом помещено рельефное изображение льва Святого Марка, эмблемы Венеции, и коленопреклонённой фигуры 65-го венецианского дожа Франческо Фоскари. Выше находится поясной горельеф Святого Марка. Венчает ворота статуя Юстиции с мечом и весами: аллегория Правосудия и Справедливости. Название возникло оттого, что рядом находился архив Венецианской республики; по иной версии — оттого, что у ворот сидели писари, которые принимали прошения в Сенат и составляли деловые бумаги для частных лиц. Ворота построены в 1439—1442 годах под руководством архитектора Бартоломео Бон. Облицованы мрамором различных оттенков и украшены разнообразной рельефной и сквозной готической резьбой.

## Интерьер
- Лестница гигантов — Памятник архитектуры эпохи Возрождения. Примыкает к западному фасаду парадного двора. Построена после пожара дворца в 1483 году по проекту архитектора из Вероны Антонио Риццо.
- Золотая лестница
- Зал Большого Совета
- Зал выборов
- Зал компаса
- Зал Совета десяти
- Зал Скарлатти — в Зале Скарлатти собирались сановники в ярко-красных тогах и ждали дожа для проведения официальных церемоний. Роскошная отделка этого зала была выполнена под руководством Пьетро Ломбардо. Богатый деревянный потолок относится к началу XVI века. На утончённом мраморном камне установлен герб дожа Агостино Барбариго.
- Зал Карт
- Зал Коллегии
- Зал Сената
- Тюрьма

## Фотогалерея

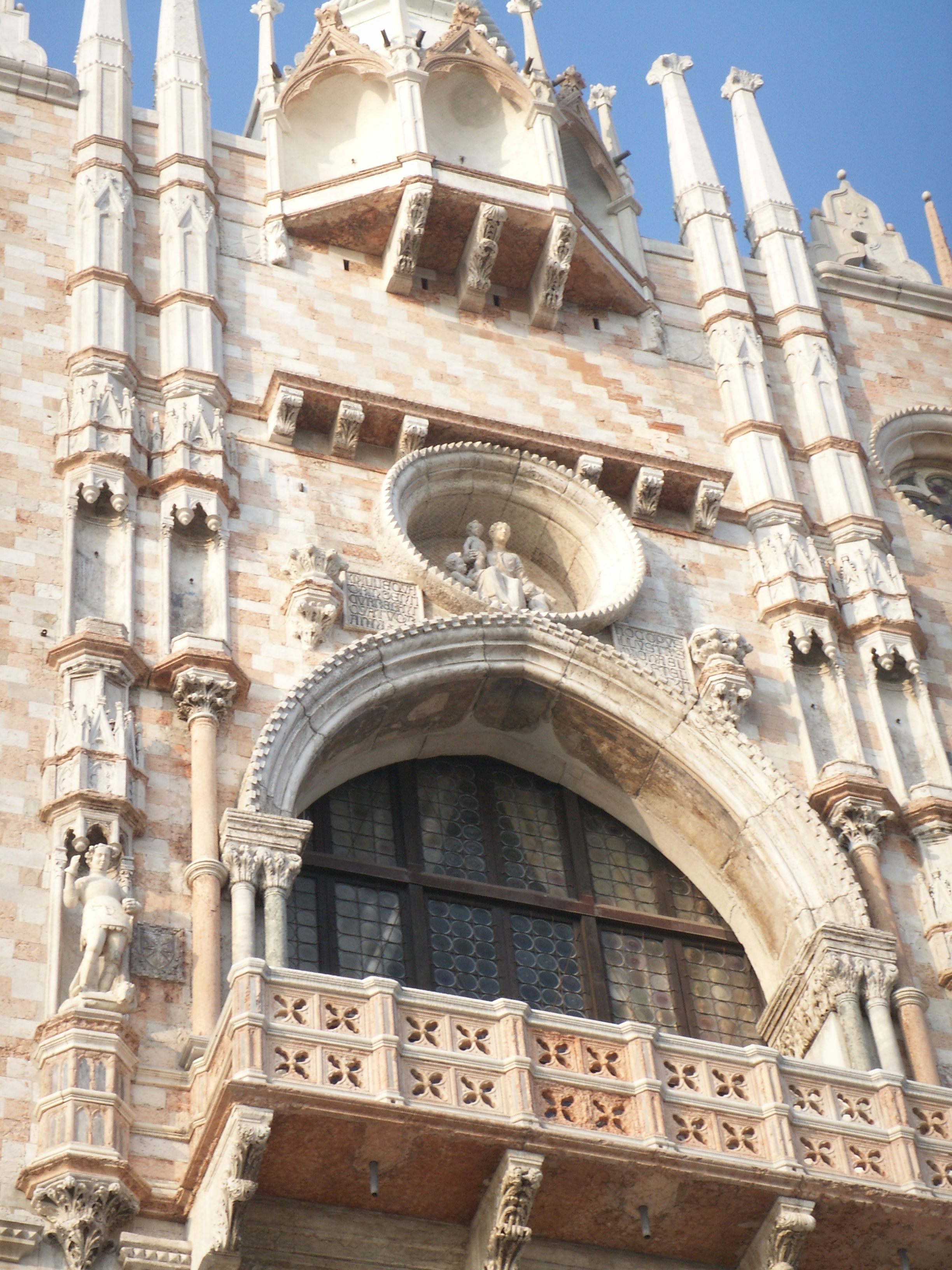
Центральный балкон Дворца дожей
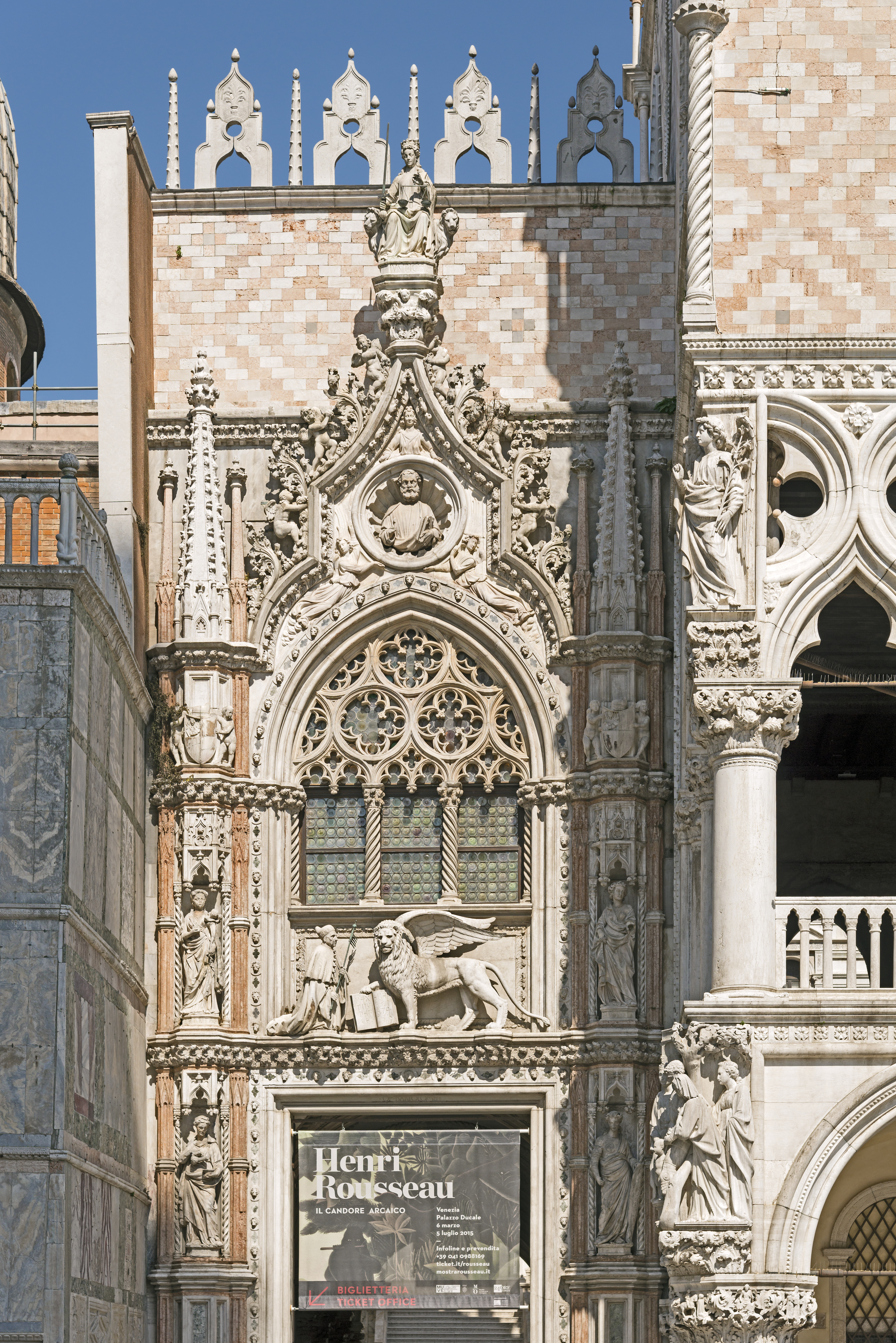
Порта делла Карта
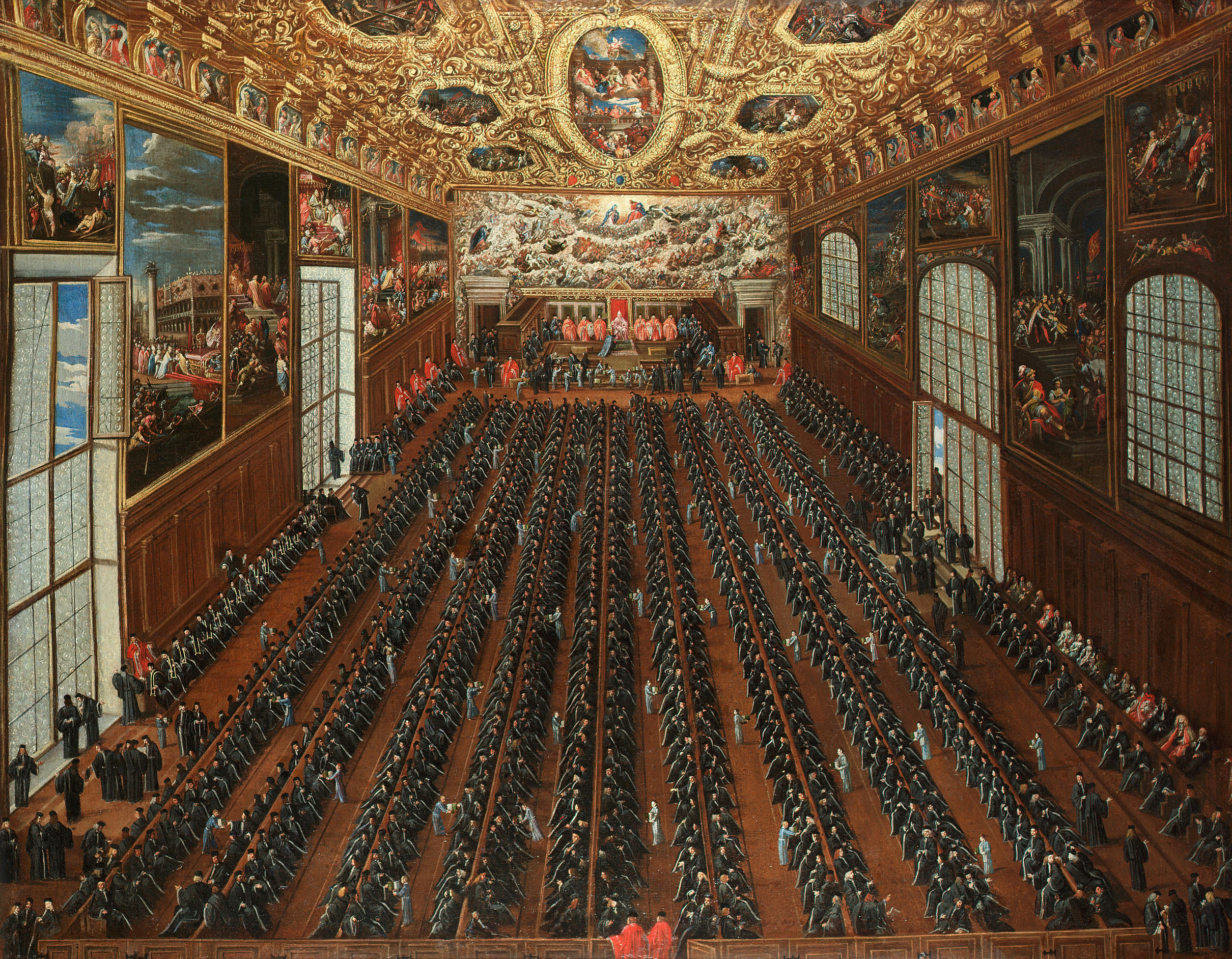
Зал Большого Совета на картине Йозефа Хайнца младшего (1678 год)
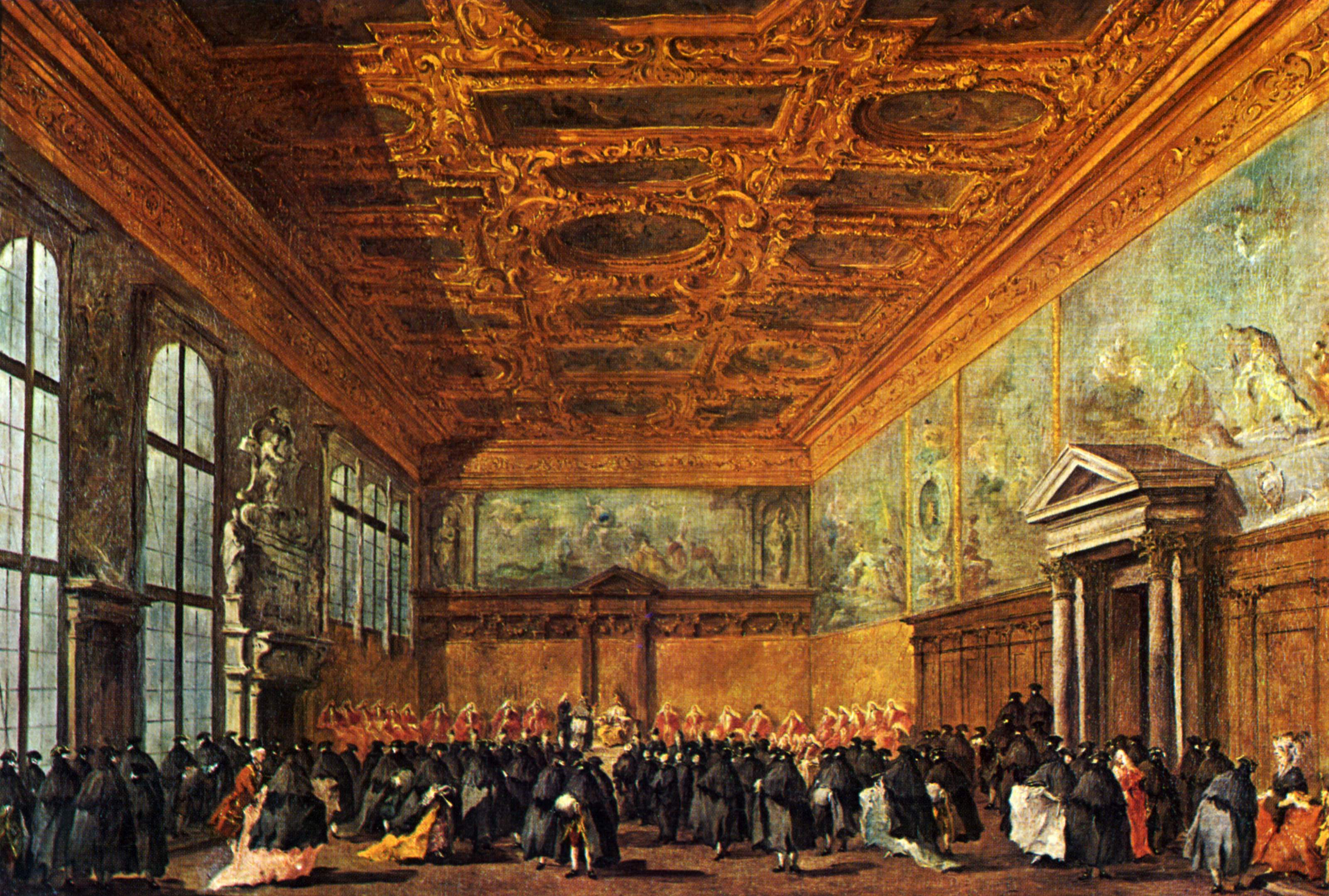
Зал Коллегии на картине Франческо Гварди (вторая половина XVIII века)
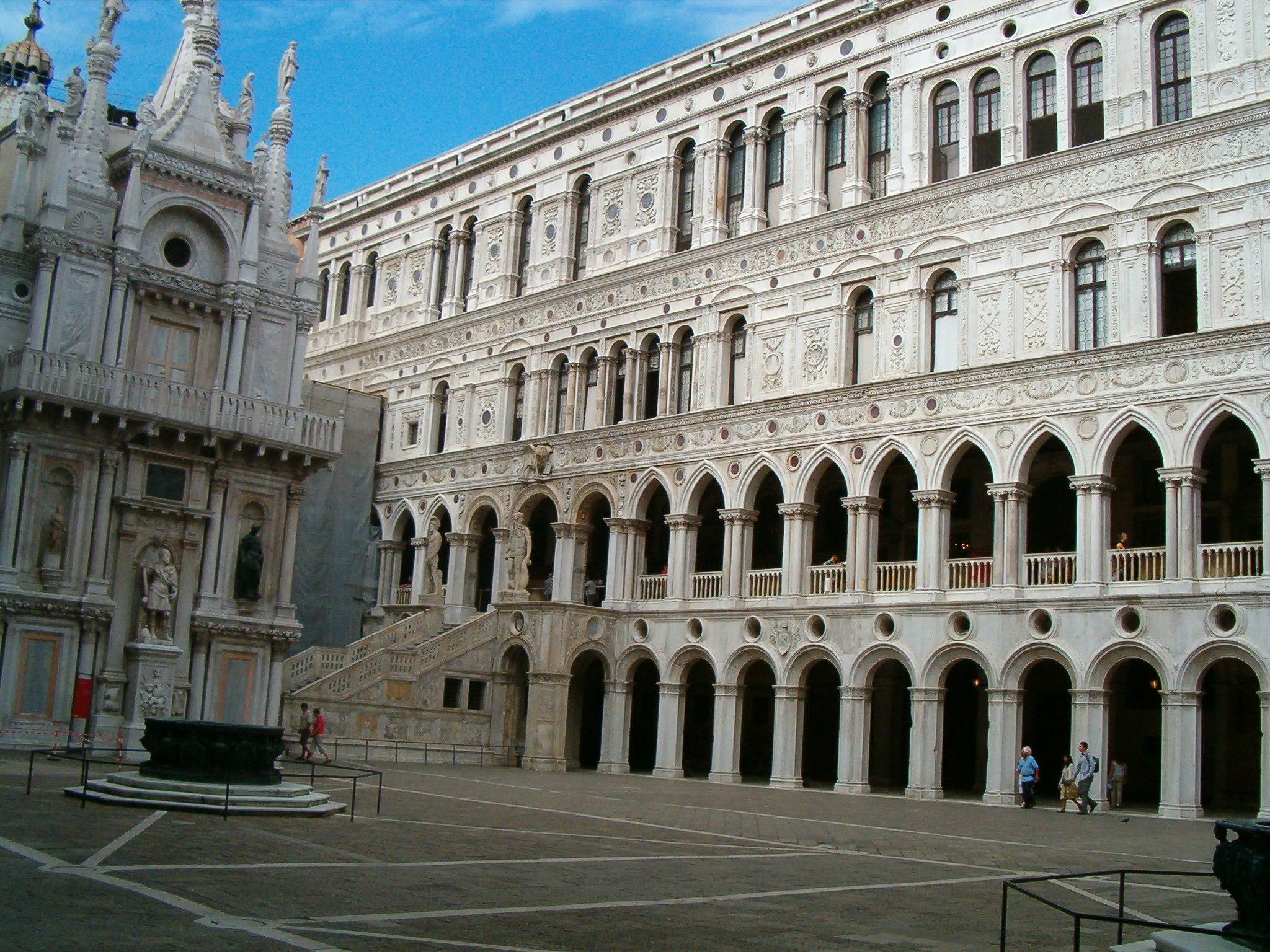
Внутренний двор Дворца дожей
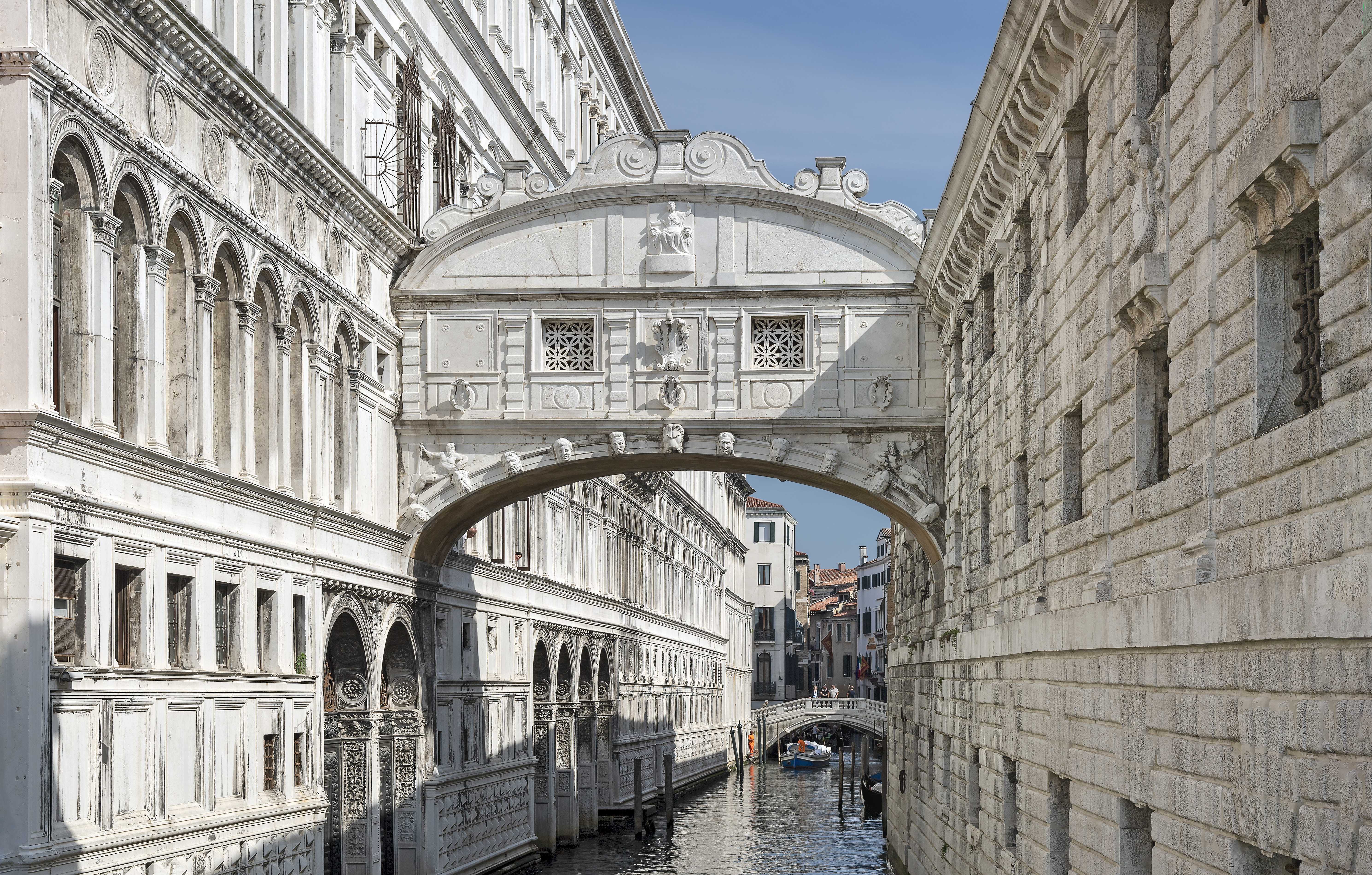
Мост Вздохов